# 진주여자중학교
진주여자중학교(晋州女子中學校)는 대한민국 경상남도 진주시 이현동에 있는 공립 중학교이다.

## 학교 연혁
- 1925년 4월 25일 : 사립 진주일신여자 보통학교 개교
- 1946년 9월 1일 : 진주공립여자중학교로 교명 변경(6년제)
- 1950년 4월 1일 : 진주여자중학교로 교명 변경(6년제)
- 1951년 9월 1일 : 진주여자중학교 분리 개편
- 1980년 2월 22일 : 현 위치로 신축 이전
- 2022년 3월 1일 : 제31대 최인용 교장 취임
- 2022년 12월 23일 : 제72회 졸업식(졸업생 수 283명, 누계 33,620명)
- 2023년 3월 2일 : 2023학년도 230명 입학

## 참고 자료
- 진주여자중학교 - 한국교육학술정보원 학교알리미